# Polonia en los Juegos Paralímpicos de Sídney 2000
Polonia estuvo representada en los Juegos Paralímpicos de Sídney 2000 por un total de 113 deportistas, 86 hombres y 27 mujeres.

## Medallistas
El equipo paralímpico polaco obtuvo las siguientes medallas:
| Nombre | Deporte                    | Evento                         |
| --- | -------------------------- | ------------------------------ |
| Oro |                            |                                |
| Małgorzata Kleemann | Atletismo                  | 100 m T20 femenino             |
| Barbara Bieganowska | Atletismo                  | 800 m T20 femenino             |
| Ewa Durska | Atletismo                  | Peso F20 femenino              |
| Mirosław Pych | Atletismo                  | Jabalina F12 masculino         |
| Mirosław Pych | Atletismo                  | Pentatlón P12 masculino        |
| Andrzej Wróbel | Atletismo                  | 1500 m T37 masculino           |
| Waldemar Kikolski | Atletismo                  | Maratón T12 masculino          |
| Robert Chyra | Atletismo                  | Disco F37 masculino            |
| Krzysztof Kaczmarek | Atletismo                  | Peso F20 masculino             |
| Krzysztof Smorszczewski | Atletismo                  | Peso F56 masculino             |
| Marta Wyrzykowska | Esgrima en silla de ruedas | Florete individual B femenino  |
| Marta Wyrzykowska | Esgrima en silla de ruedas | Espada individual B femenino   |
| Jadwiga Polasik | Esgrima en silla de ruedas | Espada individual A femenino   |
| Jadwiga Polasik Agnieszka Rozkres Marta Wyrzykowska | Esgrima en silla de ruedas | Florete por equipos femenino   |
| Jadwiga Polasik Agnieszka Rozkres Marta Wyrzykowska | Esgrima en silla de ruedas | Espada por equipos femenino    |
| Dariusz Pender | Esgrima en silla de ruedas | Espada individual A masculino  |
| Robert Wyśmierski | Esgrima en silla de ruedas | Sable individual B masculino   |
| Maciej Maik | Natación                   | 100 m espalda S10 masculino    |
| Piotr Skrobut | Tenis de mesa              | Individual 11 masculino        |
| Plata |                            |                                |
| Anna Szymul | Atletismo                  | 100 m T46 femenino             |
| Anna Szymul | Atletismo                  | 400 m T46 femenino             |
| Arleta Meloch | Atletismo                  | 800 m T20 femenino             |
| Joanna Gad | Atletismo                  | Peso F20 femenino              |
| Daniel Woźniak | Atletismo                  | 400 m T12 masculino            |
| Leszek Reut | Atletismo                  | Salto de altura F12 masculino  |
| Agnieszka Rozkres | Esgrima en silla de ruedas | Florete individual A femenino  |
| Piotr Czop | Esgrima en silla de ruedas | Sable individual B masculino   |
| Piotr Czop Dariusz Pender Radosław Stańczuk Tomasz Walisiewicz | Esgrima en silla de ruedas | Florete por equipos masculino  |
| Piotr Czop Arkadiusz Jabłoński Tomasz Walisiewicz Robert Wyśmierski | Esgrima en silla de ruedas | Sable por equipos masculino    |
| Beata Drozdowska | Natación                   | 100 m espalda S9 femenino      |
| Ryszard Beczek | Natación                   | 50 m libre S5 masculino        |
| Ryszard Beczek | Natación                   | 100 m libre S5 masculino       |
| Ryszard Beczek | Natación                   | 200 m libre S5 masculino       |
| Maciej Maik | Natación                   | 100 m braza SB9 masculino      |
| Maciej Maik | Natación                   | 200 m estilos SM10 masculino   |
| Robert Musiorski | Natación                   | 100 m braza SB12 masculino     |
| Piotr Penar | Natación                   | 100 m braza SB14 masculino     |
| Paweł Penar | Natación                   | 100 m espalda S14 masculino    |
| Krzysztof Ślęczka | Natación                   | 150 m estilos SM4 masculino    |
| Tomasz Wojtas | Tenis de mesa              | Individual 11 masculino        |
| Małgorzata Olejnik | Tiro con arco              | Individual de pie femenino     |
| Bronce |                            |                                |
| Anna Szymul | Atletismo                  | 200 m T46 femenino             |
| Tadeusz Chudzyński | Atletismo                  | 1500 m T20 masculino           |
| Jacek Przebierała | Atletismo                  | Jabalina F37 masculino         |
| Rafał Jastrząb Andrzej Kołodziejczyk Adam Krzemiński Robert Kwiatkowski Tomasz Macholl Piotr Madej Marcin Merk Łukasz Skory Grzegorz Sobuś Tadeusz Truszczyński Mariusz Wikbold Robert Wittke | Baloncesto DI              | Torneo masculino               |
| Patrycja Harajda | Natación                   | 100 m espalda S12 femenino     |
| Aneta Michalska | Natación                   | 400 m libre S8 femenino        |
| Krzysztof Ślęczka | Natación                   | 50 m espalda S5 masculino      |
| Mirosław Piesak | Natación                   | 50 m libre S2 masculino        |
| Arkadiusz Pawłowski | Natación                   | 200 m estilos SM5 masculino    |
| Robert Musiorski | Natación                   | 400 m libre S12 masculino      |
| Andrzej Gimier Paweł Lepko Paweł Penar Piotr Penar | Natación                   | 4 × 50 m estilos S14 masculino |
| Małgorzata Korzeniowska | Tiro con arco              | Individual de pie femenino     |